# Кёнигсбрюк
Кёнигсбрюк (нем. Königsbrück; в.-луж. Kinspork) — город в Германии, в земле Саксония. Подчинён административному округу Дрезден. Входит в состав района Баутцен. Подчиняется управлению Кёнигсбрюк. Население составляет 4416 человек (на 31 декабря 2010 года). Занимает площадь 77,83 км². Официальный код — 14 2 92 260.
Город подразделяется на 3 городских района.